# Epicephala eugonia
Epicephala eugonia là một loài bướm đêm thuộc họ Gracillariidae. Nó được tìm thấy ở Queensland.